# Tympanota perophora
Tympanota perophora là một loài bướm đêm trong họ Geometridae.